# Robert Foth
Robert Foth (n. 3 iulie 1958, Buffalo, New York, SUA) este un trăgător de tir ce a reprezentat Statele Unite ale Americii, medaliat olimpic. A participat la 2 ediții ale Jocurilor Olimpice (1988, 1992) în care a câștigat o medalie de argint.